# Градски стадион (Баня Лука)
Градският стадион в град Баня Лука, Босна и Херцеговина, е многофункционален стадион, построен през 1937 г. и ремонтиран през 2010 г.
Разполага с капацитет от 7238 седящи места. Приема домакинските срещи на местния футболен отбор ФК Борац Баня Лука.